# アブドゥッラティーフ
アブドゥッラティーフ（Abd al-Latif ibn Muhammad Taraghay Ulughbek, 1420年頃? - 1450年5月9日）は、ティムール朝の第5代君主（在位：1449年 - 1450年5月）。

## 生涯
第4代の君主ウルグ・ベクと、彼の側室ルカイヤ・ハトゥン・アルラトの子として生まれる。
1447年にウルグ・ベクが即位した後、国内に多くの王位請求者が現れる。アブドゥッラティーフの従兄弟であるアラー・ウッダウラも王位請求者の一人であり、彼はガウハール・シャード（シャー・ルフの妃。アブドゥッラティーフの祖母にあたる）の支援を受けて反乱を起こした。この時にアブドゥッラティーフはアラー・ウッダウラに捕らえられるが、ウルグ・ベクとアラー・ウッダウラによる和平交渉の際に釈放された。交渉の際にアラー・ウッダウラに課された他の条件は履行されず、ウルグ・ベクは再戦の後にアラー・ウッダウラを破り、彼をマシュハドへと追いやった。ウルグ・ベクがマシュハドのアラー・ウッダウラに勝利した時、彼は別に軍を率いてヘラートを占領した。
しかし、ウルグ・ベクが国政の中心をヘラートではなくサマルカンドに据えたことを不服として、駐屯先のバルフで反乱を起こし、アブドゥッラティーフは父との戦いに勝利する。一度はウルグ・ベクを助命し、メッカ巡礼（ハッジ）の願い出に許可を出すが、父が出発した後に助命を撤回して死刑の判決を下し、ペルシア人奴隷を遣わして父を殺害した。
即位後はスーフィズムの聖者、修行僧を保護し、私生活においても敬虔なムスリムであったため、父とは異なりイスラームの指導者層から支持を受けた。しかし、将校の多くは彼に服しておらず、1450年5月9日にウルグ・ベクの忠僕によって暗殺された。

## 宗室

### 父母
- 父 ウルグ・ベク
- 母 ルカイヤ・ハトゥン・アルラト

### 后妃
- シャー・スルタン・アーガー
- 氏名不詳の妃

### 子
- アブドゥル・ラッザーク
- アフマド
- ムハンマド・バーキール
- ムハンマド・ジューキー